# NGC 4697
إن جي سي 4697 (NGC 4697، المعروف أيضا باسم كالدويل 52) هي مجرة بيضاوية تبعد ما بين 40 إلى 50 مليون سنة ضوئية بعيدا في كوكبة العذراء. وهو عضو في مجموعة من المجرات التي تتضمن أيضا NGC إن جي سي ومجرات  أصغر بكثير  تبعد هذه المجموعة حوالي 55 مليون سنة ضوئية.

## وصلات خارجية
- NGC 4697 على موقع ويكي سكاي: DSS2, SDSS, GALEX, IRAS, Hydrogen α, X-Ray, Astrophoto, Sky Map, Articles and images